# نارینه گرویان
نارینه کارلوسی گرویان (ارمنی: Նարինե Կառլոսի Կռոյան؛  زادهٔ ۱۸ ژوئن ۱۹۶۱)، نثرنویس اهل ارمنستان است.

## زندگی‌نامه
وی در ۱۸ ژوئن ۱۹۶۱ در وانادزور، استان لوری به دنیا آمد و از مدرسه موسیقی شارا تالیان وانادزور (۱۹۷۸) و دانشگاه دولتی مدیریت (۱۹۸۵) فارغ‌التحصیل گشت. وی از سال ۲۰۱۲ عضو اتحادیه نویسندگان ارمنستان می‌باشد. وی در دانشگاه دولتی وانادزور و دانشگاه ملی پلی‌تکنیک ارمنستان فعالیت می‌کند.